# Duboka (Mohačka mikroregija, Mađarska)
Duboka odnosno Garčin i Gerčin (mađ. Görcsönydoboka) je selo u južnoj Mađarskoj.
Zauzima površinu od 9,51 km četvornog.

## Zemljopisni položaj
Nalazi se na 46°4' sjeverne zemljopisne širine i 18°38' istočne zemljopisne dužine, sjever-sjeverozapadno od Mohača. Šumberak je 3 km istočno, a Lančuk 7 km južno.

## Upravna organizacija
Upravno pripada Mohačkoj mikroregiji u Baranjskoj županiji. Poštanski broj je 7728.

## Stanovništvo
U Dubokoj živi 438 stanovnika (2002.).

## Vanjske poveznice
- (mađ.) Görcsönydoboka a Vendégvárón  Arhivirana inačica izvorne stranice od 27. studenoga 2004. (Wayback Machine)
- (mađ.) Görcsönydoboka Dunántúli napló
- Duboka na fallingrain.com